# Лаохэкоу
Лаохэко́у (кит. упр. 老河口, пиньинь Lǎohékǒu) — городской уезд городского округа Сянъян провинции Хубэй (КНР).

## История
В античные времена здесь находилось царство Инь (阴国), в 532 году до н. э. поглощённое царством Чу.
После того, как китайские земли были объединены в империю Цинь, в этих местах были образованы уезды Цзаньсянь (酂县) и Иньсянь (阴县). В эпоху Троецарствия эти земли были в 208 году захвачены царством Вэй и вошли в состав округа Наньсян (南乡郡), власти которого разместились в этих местах. После объединения китайских земель в империю Цзинь округ Наньсян был переименован в Шуньян (顺阳郡). В начале IV века окружной центр Шуньяна был смыт в результате наводнения.
В бурную эпоху Южных и Северных династий административное устройство этих мест не раз менялось. После объединения китайских земель в империю Суй, а затем смены её на империю Тан, в этих местах существовал уезд Иньчэн (阴城县). Он был присоединён к уезду Гучэн.
Во времена империи Сун в 964 году был создан Гуанхуаский военный округ (光化军), а на его территории — уезд Цяньдэ (乾德县). В 1072 году военный округ был расформирован, а уезд Цяньдэ был переименован в Гуанхуа (光化县). Во времена империи Мин уезд Гуанхуа был в 1377 году присоединён к уезду Гучэн, но в 1380 году воссоздан вновь.
В 1949 году был образован Специальный район Сянъян, и уезд вошёл в его состав. В 1951 году посёлок Лаохэкоу был выделен из состава уезда в отдельный город Лаохэкоу, но в 1952 году опять был понижен в статусе до посёлка.
В июле 1960 года уезды Цзюньсянь и Гуанхуа были объединены в уезд Даньцзян (丹江县). В октябре того же года уезд Даньцзян был переименован в Гуанхуа. В июне 1962 года уезд Цзюньсянь был воссоздан.
В 1970 год Специальный район Сянъян был переименован в Округ Сянъян (襄阳地区).
В 1979 году посёлок Лаохэкоу с окрестностями был выделен из уезда Гуанхуа, образовав городской уезд Лаохэкоу.
В 1983 году решением Госсовета КНР город Сянфань и округ Сянъян были объединены в городской округ Сянфань, при этом уезд Гуанхуа был присоединён к городскому уезду Лаохэкоу.
В 2010 году решением Госсовета КНР городской округ Сянфань был переименован в Сянъян.

## Административное деление
Городской уезд делится на 2 уличных комитета, 7 посёлков и 1 волость.